# Programa de Artes Marciales del Cuerpo de Marines
El Marine Corps Martial Arts Program (MCMAP) es un sistema de combate desarrollado por el Cuerpo de Marines de Estados Unidos para combinar técnicas de combate existentes y nuevas, tanto cuerpo a cuerpo como con el uso de armas, desde armas blancas a armas de fuego. Tiene cierto enfoque para operaciones sigilosas, por lo cual está creado para poder recibir órdenes a la vez de pelear.

## Historia
El MCMAP se inventó en los Cuerpo de Marines de Estados Unidos en 2002 para sustituir los métodos de lucha empleados anteriormente, pero proviene de una evolución que se remonta a las habilidades marciales de grupos de abordaje marinos, que a menudo tenían que confiar en las técnicas de bayoneta y machete.
En 1956, en el Marine Corps Recruit Depot de San Diego, el teniente coronel Ralph Hayward (capitán del equipo de Judo en MCRD) hizo al sargento de artillería Bill Miller el nuevo suboficial encargado del mano-a-mano Combate. Miller recibió la orden de desarrollar un nuevo plan de estudios que un soldado de 110 o 210 libras podría utilizar para matar rápidamente al enemigo. Miller creó el programa de varios estilos de artes marciales como el karate de Okinawa, judo, taekwondo, kung-fu, boxeo y jiu-jitsu. Cada recluta marine que pasó por MCRD fue instruido en Combate Currículo de Miller. Esto también incluye las Fuerzas de Operaciones Especiales de todas las ramas de las fuerzas armadas y las entidades civiles. Más tarde, en 2001, cuando se retiró el sargento de artillería Bill Miller, fue galardonado con el Cinturón Negro Emérito "por ser pionero en Artes Marciales en el Cuerpo de Marines de Estados Unidos."
Eventualmente estas diferentes técnicas se desarrollaron en el sistema de línea a principios de 1980. Más tarde, el sistema resultó ser carente de flexibilidad y técnicas para su uso en situaciones que no requerían la fuerza letal, como las operaciones de mantenimiento de paz. La Infantería de Marina comenzó a buscar un sistema más eficaz. El resultado fue el programa de entrenamiento de combate del Cuerpo de Marines, implementado en 1997-1999. MCMAP se implementó como parte de un comandante de la iniciativa de la Infantería de Marina en el verano de 2000. 
El comandante James L. Jones asignó al teniente coronel George Bristol y al maestro sargento de artillería, Cardo Urso, con casi 70 años de experiencia en artes marciales entre ellos, para establecer el nuevo MCMAP.